# L'Ordinateur de poche
L'Ordinateur de poche est une revue ayant existé de 1981 à 1984 pour un total de 23 numéros. 
Elle est consacrée aux micropoches, c'est-à-dire aux calculatrices programmables et aux ordinateurs de poche (pockets) de l'époque. Parmi les machines fréquemment citées dans les colonnes de la revue, citons : la TI-57, la TI-58, la TI-59, la HP-41, le Casio FX-702P, le Sharp PC-1211, le Sharp PC-1500 et même le ZX-81 (bien que celui-ci ne soit pas vraiment un ordinateur de poche car, en dépit de ses dimensions réduites, il doit être connecté à un téléviseur).
Cette revue présentait l'actualité en matière d'informatique de poche : nouvelles, tests de matériel, bibliographies. Mais l'essentiel de ses pages était consacré à de nombreux programmes à saisir soi-même, qu'il s'agisse d'utilitaires ou de programmes ludiques. Néanmoins, l'accent était mis sur l'aspect "programmation" de ces machines de poche : les programmes étaient souvent accompagnés d'un long article explicatif rédigé par leur auteur.
Caractéristique amusante, elle présente dans chaque numéro un ancêtre : il s'agit d'une machine vieille de quelques années.
On peut se replonger dans les modèles des années 1970 : HP-25, HP-65, HP-19C/-29C (en), Casio Fx Pro 1, SR-52, TI-56 (en), PR-100 de Commodore, HP-55…
Durant ses trois années d'existence, la périodicité de L'Ordinateur de Poche a évolué : trimestrielle en 1981, la revue devient bimestrielle en 1982 puis mensuelle à partir de 1983 (sauf les numéros doubles de janvier-février et de juillet-août). Après le 23e numéro de mai-juin 1983, la revue est remplacée par LIST. Bien plus qu'un simple changement de nom, la nouvelle revue élargit son panorama aux ordinateurs de bureau en privilégiant la programmation sous un angle didactique destiné aux amateurs.
La fin de la revue L'Ordinateur de Poche s'explique (peut-être ?) par le fait que, au milieu des années 1980, les ordinateurs de poche restaient onéreux (pour les plus performants d'entre eux) et ont donc cessé d'être une alternative technologique et économique acceptable face à la démocratisation progressive des ordinateurs de bureau (PC). Ces derniers, plus volumineux certes, mais aussi de plus en plus performants, de plus en plus ergonomiques (clavier, écran, souris, interface graphique…) et de moins en moins chers se sont imposés. Par ailleurs, alors que les détenteurs d'ordinateurs de poche dans les années 1980 étaient pour beaucoup très intéressés par la programmation (comme en témoignent les articles de L'Ordinateur de Poche), l'irruption des PC a donné naissance à une nouvelle clientèle d'utilisateurs grand public séduite par l'apparition « soudaine » de produits « clés-en-mains » : traitements de texte, tableurs, bases de données, logiciels de dessin, jeux vidéo, etc.